# Tush
«Tush» es una canción de la banda estadounidense de blues rock y hard rock ZZ Top, publicado en 1975 como sencillo por London Records e incluida como la pista final del álbum Fandango!. Escrita por Billy Gibbons, Dusty Hill y Frank Beard, es una de las pocas canciones del power trio que es interpretada por Dusty. A pesar de que no existe una idea clara de lo que significa la palabra tush, en una entrevista dada por Dusty a la revista Spin Magazine en 1985 afirmó que la palabra es pronunciada en la canción de tal manera para que suene como rush, resultando en un mondegreen (una homofonía). Según él muchas veces la gente la confunde con la palabra touch, tocar en inglés, ya que su pronunciación es similar. Por otro lado, Gibbons afirmó que el título fue inspirado en la canción «Tush Hog» del músico tejano Roy Head.
Obtuvo el puesto 20 en la lista Billboard Hot 100 de los Estados Unidos, siendo hasta ese entonces en su sencillo más exitoso en dicho país. Por su parte, el canal de televisión VH1 la situó en el puesto 67 de su lista las 100 canciones de hard rock.

## Versiones y otras apariciones
Desde su publicación ha sido verionada por otros artistas tanto para sus respectivas producciones como en conciertos en vivo, como por ejemplo Iron Maiden, Joan Jett, Girlschool, Nazareth, Whitesnake, Kenny Chesney y Tygers of Pan Tang, entre otros. De igual manera ha sido incluida en algunas películas como Dazed and Confused, An Officer and a Gentleman, Ghost Rider, Sargento Bilko, La tormenta perfecta y The Bucket List, y en series de televisión como Miami Vice, Breaking Bad y King of the Hill, entre otras.

## Lista de canciones
| N.º | Título            | Escritor(es)         | Duración |  |
| 1.  | «Tush»            | Gibbons, Hill, Beard | 2:15     |  |
| 2.  | «Blue Jean Blues» | Gibbons, Hill, Beard | 4:43     |  |

## Certificaciones
| País          | Organismo certificador | Certificación | Ventas certificadas | Ref.  |
| ------------- | ---------------------- | ------------- | ------------------- | ----- |
| Nueva Zelanda | Recorded Music NZ      | Oro           | 15 000              | [ 4 ] |

## Músicos
- Billy Gibbons: guitarra eléctrica
- Dusty Hill: voz y bajo
- Frank Beard: batería